# Белогуров, Олег Иванович
Оле́г Ива́нович Белогу́ров (1939—1993) — советский, российский зоолог и паразитолог, специалист по свободноживущим морским нематодам. Основатель дальневосточной школы морских нематологов.

## Биография
Родился 10 декабря 1939 года в г. Ейске Краснодарского края в семье военнослужащего. В 1957 году поступил в Дальневосточный государственный университет, и с этого момента его судьба неразрывно связана с биолого-почвенным факультетом вуза. В 1962 году он поступает в аспирантуру на кафедру зоологии, а спустя три года защищает кандидатскую диссертационную работу «Паразитические черви наземных позвоночных материкового побережья Охотского моря». После смерти А. А. Соболева начал специализироваться по свободноживущим морским нематодам. В 1982 году защитил докторскую диссертацию «Организация, эволюция, систематика онхоляймин и некоторые общие вопросы морфологии нематод». Материалы этой диссертации легли в основу двух монографий, написанных совместно с супругой, Людмилой Семеновной Белогуровой (1938—2015). С 1979 по 1993 год — заведующий кафедрой зоологии ДВГУ, с 1984 по 1993 год — декан биолого-почвенного факультета ДВГУ. Описал более 70 новых для науки видов свободноживущих и паразитических червей. Занимался вопросами эволюционной морфологии, разработал курс лекций по сравнительной и эволюционной морфологии животных (остался неопубликованным учебник «Основы эволюционной морфологии»).

## Труды
- Белогуров О. И. Систематика, филогенетика, сравнительно-морфологический метод (методологические аспекты) // Философские основания исследования эволюции живой природы и человека (под ред. О. И. Белогурова и В. Ю. Верещагина). Владивосток: ДВГУ. 1990. С. 90-126.
- Белогуров О. И., Белогурова Л. С. Свободноживущие морские нематоды семейства Oncholamidae (морфология, филогения, система и определитель родов мировой фауны). Владивосток, 1988. 100 с.
- Белогуров О. И., Белогурова Л. С. Свободноживущие морские нематоды подотряда Oncholamina морей России и сопредельных вод (определитель). Владивосток, 1992. 220 с.
- Belogurov O. I., Belogurova L. S. Morphology and systematics of free-living Oncholaimidae (Nematoda: Enoplida: Oncholaimina) // Asian Marine Biology. 1989. V.6. P. 31-58.

## Некоторые таксоны, описанные О. И. Белогуровым
- Род Admirandus Belogurov & Belogurova, 1979
- Род Aronema Fadeeva & Belogurov, 1988
- Род Aequalodontium Smolyanko & Belogurov, 1993
- Род Expressonema Smolyanko & Belogurov, 1991
- Род Fotolaimus Belogurova & Belogurov, 1974
- Род Marispelodera Belogurov, 1977
- Семейство Pandolaimidae Belogurov, 1980
- Подсемейство Aronematinae Fadeeva & Belogurov, 1988
- Подсемейство Expressonematinae Smolyanko & Belogurov, 1991
- Подсемейство Metasabatieriinae Smolyanko & Belogurov, 1991
- Триба Bradibuccini Belogurov, 1977
- Триба Curvolaimini Belogurov, 1981

## Некоторые виды, названные в честь О. И. Белогурова
- Admirandus belogurovi Tchesunov et al., 2010
- Alaimus belogurovi Alexeev, 1996
- Sacconemertopsis belogurovi Chernyshev, 1991
- Trichocephaloides belogurovi Spasskaya & Spasskii, 1978